# Partamona testacea
Partamona testacea är en biart som först beskrevs av Johann Christoph Friedrich Klug 1807.  Partamona testacea ingår i släktet Partamona och familjen långtungebin. Inga underarter finns listade i Catalogue of Life.